# بنوا باستین
بنوا باستین (به فرانسوی: Benoît Bastien) (زاده ۱۷ آوریل ۱۹۸۳) داور حرفه‌ای فوتبال است. او از سال ۲۰۱۴، داور بین‌المللی فیفا است.